# جزيرة أبو موسى
 جزيرة أبو موسى  هي واحدة من ستة جزر تشكل أرخبيل مضيق هرمز جنوب الخليج العربي، يدور حولها نزاع على السيادة هي وجزيرتي طنب الصغرى وطنب الكبرى بين الإمارات العربية المتحدة وإيران، حيث احتلتها إيران في عام 1971، وضمتها إدارياً إلى محافظة هرمزغان الإيرانية، فيما تطالب بها دولة الإمارات العربية المتحدة وتعتبرها تابعة لإمارة الشارقة.
تقع « جزيرة أبو موسى » على بعد 94 ميلاً من مدخل الخليج العربي، مقابل ساحل إمارة الشارقة ، حيث تبعد عن مدينة الشارقة نحو 60 كيلومتراً، بينما تبعد عن الساحل الشرقي للخليج العربي بحولي 72 كيلومتراً. وتقع الجزيرة في جنوب الخليج العربي عند مدخله في مضيق هرمز.
والجزيرة ذات شكل طولي تبلغ مساحتها حوالي 20 كيلومتراً وأراضيها سهلية منخفضة فيها تل حبلي يسميه السكان (جبل الحديد)، ويبلغ ارتفاعه 360 قدماً، وجبل آخر يطلق عليه الأهالي (جبل الدعالي)، « أي جبل القنافذ » وفيها بعض التشكيلات المعدنية مثل الغرانيت والمغر وهو أكسيد الحديد الأحمر الذي استغل منذ أكثر من 57 سنة قبل الاحتلال الإيراني من قبل شركة ألوان الوادي الذهبي (ميكوم) البريطانية.

## التاريخ والنزاع على السيادة
في عام 1904 أنزل الإيرانيون الأعلام العربية عن جزيرة أبو موسى وطنب الكبرى وطنب الصغرى، ورفعوا العلم الإيراني بالقوة، لكن طالبت بريطانيا بإنزال الأعلام الإيرانية باعتبار أنها المستعمرة لإمارات الخليج العربي، ونتيجة للضغط البريطاني انسحبت القوات الإيرانية بعد فترة وجيزة من احتلالها للجزر لكنها عادت وطالبت بالجزر عام 1923 إلا أن مساعيها باءت بالفشل. وبقيت إمارة الشارقة تمارس سيادتها الفعلية على جزيرة أبو موسى وفي عام 1935 منح حاكم الشارقة شركة بريطانية امتيازاً باستخراج الأوكسيد الأحمر لمدة 6 شهور. وفي عام 1964 احتلت إيران جزيرة أبو موسى ولاقت تلك الخطوة احتجاجاً شديداً فبررت إيران موقفها بان الإنزال كان مناورة حربية وليس بقصد الإحتلال وانسحبت القوات الإيرانية بعد عشرين يوماً.

### الادعاءات الإيرانية بالجزيرة
اشتدت الادعاءات الإيرانية بتبعية جزيرة أبو موسى لها مع قرب موعد الإنسحاب البريطاني الرسمي من المنطقة فلجأت إيران إلى التحرك في عدة اتجاهات للاستيلاء على الجزيرة: من ذلك ترغيب حكومة الشارقة بمنحها الرعاية السامية والمساعدات الشاهنشاهية مقابل تسليمها الجزيرة طواعية إلى السلطات الإيرانية وإلا احتلال الجزيرة بالقوة العسكرية دون سابق إنذار.
كما اتجهت إيران إلى التفاوض مع بريطانيا لاستلام ما بعهدتها في منطقة الخليج واحتلال مكانتها سداً للفراغ المزعوم الذي ينشأ برحيل القوات البريطانية عن المنطقة.
فحدت المصالح البريطانية ببريطانيا أن تفرط بعروبة جزيرة صري التابعة للشارقة والتي سبق وأن احتلتها إيران في عام 1887 م، وذلك بالرغم من مطالبة العرب القواسم المتواصل بريطانيا حامية الحمى بإعادة الجزيرة إلى الوطن الأم الشارقة. واعتمدت السياسة البريطانية على تجميد الأمر الواقع وعدم الإقدام على البت في المشكلات والتسويف في اتخاذ أي إجراء حاسم. وكان عام 1971، مكدساً بالاتفاقات والتحركات السياسة لإيجاد حلول لتلك المشكلات، وسعي كل طرف لتحقيق مصالحه في ظل ظروف لا تخدم الحق العربي.
في حين اعتمدت إيران على زيادة قوتها العسكرية في المنطقة، وإقامة علاقات ودية مع القوى العظمى ومختلف الأقطار المؤثرة في المنطقة عدا الأقطار العربية ذات المنحنى القومي والتحرري. كما أعدت حكومة طهران مخططاً لكسب عرب الجزر مركزة على سكان جزيرة أبو موسى عن طريق ترغيب أهل الجزر في اكتساب الجنسية الإيرانية ودعوة الصيادين فيها لبيع صيدهم في الموانىء الإيرانية وبأسعار مشجعة ومتميزة بإشراف سلطات الموانئ الإيرانية، وكذلك منح التسهيلات الكبيرة لأي من سكان الجزيرة لاكتساب أرض وبناء مسكن في إيران، مع إعفائهم من الرسوم والضرائب بل ومنحهم المساعدات في حال أقدموا على الزواج من إيرانيات.

### مفاوضات الوسيط البريطاني مع حاكم الشارقة
واجهت إمارة الشارقة في بادئ الأمر الشروط الإيرانية والضغوط البريطانية بالرفض الكامل، وقد كان موقف الشارقة في بداية الأمر وخلال المفاوضات التي تمت بين حاكم الشارقة والمفاوض البريطاني السير وليم لوس، يتلخص بالنقاط التالية:
- عدم التفريط بـ« جزيرة أبو موسى » باعتبارها تابعة للشارقة وعدم الموافقة على تسليمها إلى إيران أو الإعتراف بسيادة إيران عليها.
- أن مبدأ استعمال القوة لا يعتبر طريقة عادلة لحل خلافات كما أنه يتناقض مع مبادئ القانون الدولي وميثاق الأمم المتحدة.
- انطلاقاً من مبدأ حل الخلافات بين الدول بالطرق السلمية وحرصاً على إقامة علاقات طيبة مع إيران في المستقبل، فإن الشارقة مستعدة للتفاوض مع إيران في سبيل الوصول إلى حل يرضي الأطراف دون المساس بمصالحها القومية.
- أن الشارقة حريصة كل الحرص على أمن واستقرار الخليج وحماية طرق المواصلات البحرية فيه ولهذا فهي مستعدة للتفاوض مع إيران والتواصل إلى اتفاقية معها بهذا الموضوع.
- أن الشارقة مستعدة في أي وقت وفي حال موافقة إيران على إحالة الخلاف بشأن «جزيرة أبو موسى» إلى التحكيم الدولي أو محكمة العدل الدولية أو هيئة الأمم المتحدة.
- أن الشارقة تعتبر أن المشكلة حول «جزيرة أبو موسى» بأبعادها الحالية والمستقبلية هي مشكلة لا تخص الشارقة وحدها بل جميع الدول العربية والشعوب العربية باعتبار أن الدفاع عنها يشكل دفاعاً قومياً عن أرض عربية مهددة بالاحتلال.
- أن الشارقة تقدر أنه من غير المناسب عملياً أن تطلب من أشقائها العرب في هذه المرحلة استعمال القوة ضد إيران لمنعها من احتلال الجزيرة، ولكن أملها يتركز على أن تقوم جميع الدول العربية بتأييدها في موقفها ومحاولة إقناع إيران والضغط عليها بكل الأساليب من أجل تغيير موقفها، وعدم السماح لها في أن تتصرف بحرية في احتلال الجزيرة بالقوة، خاصة إذا نفذت إيران تهديداتها فسيكرس مبدأ الاحتلال وسينعكس بصورة مباشرة على قضية الشرق الأوسط لأنه يوجد تشابه كبير بين المبدأ الذي تستند إليه إيران وهو إقامة حدود آمنة يمكن الدفاع عنها والمبدأ الذي تتمسك به إسرائيل.
- ومن ناحية أخرى فإن أي احتلال لأراضٍ عربية في الخليج من قبل إيران سيوسع شقة الخلاف والريبة الحاصلة بين العرب والجالية الإيرانية الموجودة في دول الخليج العربي.

عرضت حكومة الشارقة الموقف بحقائقه على الدول العربية طالبة منهم تحمل مسؤولياتهم في صد التهديدات الإيرانية باحتلال «جزيرة أبو موسى»، وأن يتخذوا موقفاً موحداً في الضغط على بريطانيا وإيران لايقاف المؤامرة على عروبة الجزيرة، إلا أن الموقف العربي المشتت لم يحقق الأمل المرجو منه. فكان على الشارقة أمام هذا الموقف أن تواجه الأمور وحدها وأن تقرر ما تراه تجاه تلك الضغوط والتهديدات المتواصلة باحتلال الجزيرة، وبعد مفاوضات طويلة، طرح وليم لوس مشروع اتفاق على إمارة الشارقة يتضمن نقطتين أساسيتين:
- الأولى: اقتسام الجزيرة بين إيران والشارقة لقاء مبلغ من المال يتفق عليه فيما بعد على ألا تدعي الشارقة السيادة على الجزيرة كما لا تدعي إيران السيادة عليها لمدة سنتين بعدها يتقرر مصيرها.
- الثانية: تأجير «جزيرة أبو موسى» لحكومة إيران لمدة 99 سنة، قابلة للزيادة لقاء مبلغ من المال يتفق عليه على أن يبقى علم الشارقة مرفوعاً فوق المخفر الوحيد هناك، ويحق لحكومة إيران إقامة قواعد في المناطق التي تختارها.[21][22][23]

### مذكرة التفاهم بين إيران والشارقة (1971)
طبقاً لمراسلات عام 1971 بين حكومة الشارقة والحكومتين البريطانية والإيرانية، وبين شركة النفط العاملة في المنطقة وشركة النفط الإيرانية بشأن جزيرة أبو موسى تأكيدات على أن ما يجري الحديث عنه هو ترتيبات وليس اتفاقية تقرر مصير الجزيرة وقد قبلت إيران هذه الترتيبات في الرسالة الموجهة بتاريخ 25 نوفمبر 1971 من وزير خارجية إيران آنذاك عباس علي خلعتبري إلى وزير خارجية بريطانيا إليك دوجلاس هوم.
تضمنت الترتيبات مقدمة و 6 بنود وتنص المقدمة على: لا إيران ولا الشارقة ستتخلى عن المطالبة بأبو موسى ولن تعترف أي منهما بمطالب الأخرى. وعلى هذا الأساس ستجري الترتيبات التالية:
- سوف تصل قوات إيرانية إلى أبو موسى، وتحتل مناطق ضمن الحدود المتفق عليها في الخريطة المرفقة بهذه المذكرة.
- تكون لإيران ضمن المناطق المتفق عليها والمحتلة من القوات الإيرانية صلاحيات كاملة ويرفرف عليها العلم الإيراني.
- تمارس الشارقة صلاحيات كاملة على بقية أنحاء الجزيرة ويظل علم الشارقة مرفوعا باستمرار فوق مخفر شرطة الشارقة، على الأسس نفسها التي يرفع بموجبها العلم الإيراني على الثكنة العسكرية الإيرانية.
- تقر إيران والشارقة بامتداد المياه الإقليمية للجزيرة إلى مسافة 12 ميلاً بحرياً.
- تباشر شركة (باتس جاز اند أويل كومبني)  استغلال الموارد البترولية لأبو موسى وقاع البحر وما تحت قاع البحر في مياهها الإقليمية بموجب الاتفاقية القائمة، والتي يجب أن تحظى بقبول إيران، وتدفع الشركة نصف العائدات النفطية الحكومية الناجمة عن هذه الاتفاقية نتيجة الاستغلال المذكور مباشرة إلى إيران، وتدفع النصف الثاني إلى الشارقة.
- يتمتع مواطنو إيران والشارقة بحقوق متساوية للصيد في المياه الإقليمية لأبو موسى.
- يتم توقيع اتفاقية مساعدة مالية بين إيران والشارقة.[12]

واعترفت حكومة دولة الإمارات العربية المتحدة بمذكرة التفاهم انطلاقاً من الحرص على الأخوة الإسلامية وعلى مبدأ حسن الجوار، رغم أن هذه المذكرة تخالف مواد دستور الدولة الذي أعلن بقيام الاتحاد والذي ينص على عدم التفريط بالسيادة الوطنية على أراضي الدولة ومياهها، كما كان اعتراف الدولة بهذه المذكرة التزاماً منها بالالتزامات المترتبة على الإمارات قبل قيام الدولة الاتحادية.

#### الاحتلال الإيراني للجزيرة
في صبيحة يوم الثلاثاء 30 نوفمبر 1971، نزلت القوات الإيرانية في جزيرة أبو موسى حيث سيطرت على الجزء المتفق عليه مع حكومة الشارقة في مراسم لتنفيذ مذكرة التفاهم بحضور ممثل عن بريطانيا ونائب حاكم الشارقة الشيخ: صقر بن محمد بن صقر القاسمي، وكان ذلك قبل إعلان قيام دولة الإمارات العربية المتحدة. وانقسم الرأي العام المحلي والعربي حول مذكرة التفاهم والإقرار لإيران باحتلال نصف الجزيرة بين مؤيد ومعارض، فقد رأى البعض أن ذلك الإجراء يعتبر تفريطاً بأرض الجزيرة وبمياهها وأنه رضوخ للتهديد الإيراني وتسليم للضغوط التفاوضية البريطانية وأن ما تم يمنح إيران قاعدة متقدمة للقفز على المزيد من الأراض العربية في منطقة الخليج العربي، في حين رأى البعض الآخر أن التفريط بالجزء أفضل من ضياع الكل، وأنه لم يكن لدى إمارة الشارقة في ذلك الوقت الإمكانية لمواجهة التهديدات الإيرانية والضغوط البريطانية، والتعويل على الخطوات المستقبلية لاستعادتها مرة أخرى عندما تتهيأ الظروف حيث أن الشارقة لم تسلم بموجب مذكرة التفاهم لإيران بالسيادة على الجزيرة.

#### الانتهاكات الإيرانية لمذكرة التفاهم
منذ مطلع الثمانينات وحتى الآن أقدمت إيران على العديد من التصرفات التي تشكل انتهاكاً صارخاً لمذكرة التفاهم الموقعة بينها وبين حكومة الشارقة في عام 1971 والتي اعتبرتها دولة الإمارات تدخلاً سافراً في شؤونها الداخلية ومن أمثلة تلك التصرفات:
- التعدي على الأراضي التابعة لدولة الإمارات والتي تقع خارج حدود جزء الجزيرة المخصص للتواجد الإيراني وذلك ببناء طرق ومطار ومنشآت مدنية وعسكرية وإقامة مزارع.
- التدخل في الحياة اليومية لمواطني دولة الإمارات المقيمين في الجزيرة وذلك بمنعهم من إقامة مبان جديدة أو ترميم المباني القائمة وإغلاق المحال التجارية وعدم السماح بإعادة فتحها إلا بعد الحصول على ترخيص من السلطات الإيرانية.
- إلزام سكان الجزيرة بالقدوم إليها ومغادرتها عن طريق مركز إيراني.
- فرض الحصول على إذنٍ مسبق عند قدوم الموظفين الجدد للجزيرة وعند استبدالهم.
- قيام إيران بوضع أنظمة للصواريخ في الجزء الذي تنص مذكرة التفاهم على أن يتبع دولة الإمارات.
- عرقلة عمل شرطة دولة الإمارات وذلك بسبب الدوريات العسكرية الإيرانية التي تجوب شوارع وأسواق الجزيرة.
- إغلاق روضة أطفال الجزيرة وطرد التلاميذ ومدرسيهم.
- دخول مخفر الشرطة الإماراتي وتوجيه إهانات لأفراده والتصرف معهم تصرفات غير لائقة.
- اعتقال بعض الصبية عندما يلهون أمام منازلهم في الجزيرة.
- طرد 60 عاملاً من الجزيرة في مارس 1992 وتخيير المعلمين والمقيمين من غير مواطني دولة الإمارات بين حمل الهوية الإيرانية أو مغادرة الجزيرة نهائياً.
- منع المعلمين الذين يعملون في الجزيرة وبعض مواطني دولة الإمارات من النزول على الجزيرة في نهاية أغسطس 1992 وقطع مرساة السفينة التي كانت تقلهم.
- اعتراض السفن الإيرانية العسكرية لقوارب الصيد التابعة لمواطني الإمارات في المياه الإقليمية للدولة والتحقيق معهم ومصادرة قواربهم.
- إنشاء بلدية تابعة لمحافظة بندر عباس.
- تحويل الجزء التابع للإمارات إلى قاعدة عسكرية متطورة بنت فيها إيران موانئ للزوارق الطوربيدية السريعة وللسفن الحربية، ومطاراً عسكرياً متطوراً امتد مدرجه عدة كيلومترات فوق أرض الجزيرة وفي القسم التابع لدولة الإمارات.
- تسيير إيران خطاً جوياً يربط بين مدينة بندر عباس والجزيرة، تشجيعاً للمواطنين الإيرانيين للاستيطان في الجزيرة التي لم يكن يسكنها من قبل أي إيراني.
- إنشاء ميناء مدني لاستقبال المراكب والسفن القادمة إلى الجزيرة أخذ سكان الجزيرة يستخدمونه في قدومهم ورحيلهم مما أتاح لسلطات الميناء الإيرانية فرصة الرقابة والتحكم بالقادمين إلى الجزيرة والمغادرون لها، وقاموا فيما بعد بفرض إجراءات رسمية مشددة على القادمين إلى الجزيرة، ووضعوا القيود على دخول أبناء الجنسيات الأخرى إلى الجزيرة.[31]

### المفاوضات الثنائية (1992)
عقدت مفاوضات ثنائية بين البلدين في سبتمبر 1992 بأبو ظبي طرح خلالها الوفد الإماراتي خمس مطالب تمثلت في :
- إنهاء الاحتلال العسكري لجزر طنب الكبرى وطنب الصغرى وأبو موسى.
- تأكيد التزام إيران بمذكرة التفاهم الخاصة بجزيرة أبو موسى لعام 1971.
- عدم التدخل بأي طريقة وبأي ظروف وبأي مبرر في ممارسات دولة الإمارات العربية لولايتها.
- إلغاء كافة التدابير والإجراءات التي وضعتها إيران على الهيئات الحكومية في جزيرة أبو موسى وعلى المواطنين المقيمين هناك.
- إيجاد إطار ملائم لحسم مسألة السيادة على جزيرة أبو موسى خلال فترة زمنية محددة.

قابل الجانب الإيراني المطالب بالرفض بسبب رفضه مناقشة وضع جزيرتي طنب الكبرى وطنب الصغرى وإصراره على الاكتفاء بمناقشة وضع جزيرة أبو موسى.:233:234

### تعيين المناطق البحرية (1993)
أصدرت الإمارات في 17 أكتوبر 1993 القانون الاتحادي رقم 19 لسنة 1993 بشأن تعيين المناطق البحرية لها.:235

### تشكيل اللجنة الثلاثية (1999)
في 1 يوليو 1999 قام مجلس الدفاع الخليجي بتشكيل لجنة وزارية ثلاثية مكونة من السعودية وعمان وقطر بهدف وضع آلية للمفاوضات المباشرة بين الإمارات وإيران بشأن الجزر الثلاث.:154

## مواقف الأطراف المعنية

### الموقف الإماراتي
تدفع دولة الإمارات بملكيتها لحجج قانونية وتاريخية تثبت ملكيتها للجزر تتلخص في:
- أن سكان الجور من العرب وتجمعهم مع سكان الإمارات الأصول العشائرية والقبلية والروابط العائلية والسمات والعادات واللغة.
- ممارسة إمارتي رأس الخيمة والشارقة للسيادة الفعلية على الجزر لمدة تزيد عن قرنين.
- رفع علم رأس الخيمة على طنب الكبرى وطنب الصغرى ورفع علم الشارقة على أبو موسى.
- الوجود السابق لمندوبون على الجزر تابعين لإمارتي رأس الخيمة والشارقة.
- جباية حكام رأس الخيمة والشارقة الأموال والرسوم على الأنشطة الاقتصادية التي كان يمارسها سكان الجزر.
- رجوع ملكية المؤسسات العامة على الجزر إلى إمارتي رأس الخيمة والشارقة.
- اختصاص حكومتي رأس الخيمة والشارقة في العهود السابقة للاحتلال بمنح امتيازات وعقود التنقيب عن النفط والمعادن في الجزر والسواحل المحيطة بها.[33]:156:157

### الموقف الخليجي
انعكس موقف دول مجلس التعاون الخليجي في عدة لقاءات واجتماعات ومؤتمرات حول عدة نقاط هي:
- تأكيد المجلس دعمه وتأييده لدولة الإمارات واعتبار الموقف الإيراني انتهاكاً لسيادة إحدى دول المجلس ووحدة أراضيها.
- مطالبة إيران باحترام مذكرة التفاهم بينها وبين إمارة الشارقة.
- الإصرار على أن جزيرة أبو موسى أصبحت من مسئولية دولة الإمارات منذ قيام الاتحاد.
- الإعراب عن الأسف تجاه الإجراءات الإيرانية الغير مبررة.
- دعم ذهاب الطرفين إلى محكمة العدل الدولية ليقدم كل طرف الوثائق التي تؤكد ملكيته وسيادته على الجزر.
- دعم حل الأزمة بواسطة الطرق السلمية والدبلوماسية للوصول إلى اتفاق عادل وشامل يوقف النزاع بين البلدين.[32]:236

### الموقف العربي
عقدت جامعة الدول العربية اجتماعاً طارئاً بخصوص الجزر توصل إلى:
- التأكيد على عروبة الجزر الثلاث بحكم الواقع والتاريخ والقانون والشرعية الدولية وأن السيادة عليها لأصحابها العرب.
- إدانة الاحتلال الإيراني لجزء من الأرض العربية بالقوة مما يهدد الأمن والاستقرار بالمنطقة.
- تحميل بريطانيا المسئولية لتخليها عن التزاماتها الدولية وإدانتها لتنكرها لارتباطاتها وأن إيران بهذا الاحتلال تعرض الصداقة والعلاقات العربية الإيرانية للخطر.[32]:237

### الموقف الإيراني
تمحور الموقف الإيراني حول الجزر الثلاث في عدة نقاط تمثلت في:
- أن الجزر الثلاث جزء لا يتجزأ من إيران ولا يمكن النقاش حولها.[33]:155
- تأكيدها استعدادها للدخول في محادثات مباشرة مع الإمارات دون تدخل آخرين على أن يكون الحوار حول جزيرة أبو موسى فقط وعلى أساس اتفاق 1971.[33]:155
- رفض الجهود الدبلوماسية الإماراتية من خلال الهيئات الدولية والإقليمية مثل الأمم المتحدة وجامعة الدول العربية ومجلس التعاون الخليجي.[33]:155
- تكريس وجودها على الجزر خلال عام 1996 بافتتاح مطار لها على جزيرة أبو موسى.[32]:235
- التصعيد على عدة محاور من خلال التهديد أحياناً أو الإعلان عن مشاريع إستراتيجية على الجزر أو قيام شخصيات سياسية بزيارات للجزر.[32]:237

## السكان

الرصيف البحري الذي ينطلق منه المسافرون من الشارقة إلى جزيرة أبو موسى

يقطن « جزيرة أبو موسى » حوالي ألف وخمسائة نسمة وجميعهم من العرب الأصليين الذين ينتمون إلى القبائل العربية في الساحل الغربي للخليج العربي، ويملكون مراكب كثيرة يستخدمونها في النقل التجاري إضافة للصيد. وفي الجزيرة ادارات حكومية تابعة لإمارة الشارقة تؤدي الخدمات للسكان، مثل مدرسة، للبنين والبنات ومستوصف للرعاية الصحية، ومركز للشرطة، إضافة إلى الخدمات الحكومية الأخرى.
الجزيرة واحدة ضمن مجموعة من الجزر التي احتلتها إيران في العام 1971، وذلك منذ الانسحاب البريطاني من المنطقة، والجزيرتين الأخرى ين إضافة إلى جزيرة أبو موسى هي طنب الكبرى وطنب الصغرى.
وكان مجلس التعاون لدول الخليج العربية قد شبّه الاحتلال الإيراني للجزر الإماراتية الثلاث «بالاحتلال الإسرائيلي للأراضي العربية»، وذلك بعد قيام طهران بفتح مكتبين لها في الجزيرة.
تعتبر قضية الجزر إحدى الأسباب التي برر بها الرئيس العراقي السابق صدام حسين أسباب الحرب العراقية الإيرانية بين عامي 1980 و1988.

### أحوالالإماراتيونفي الجزيرة
طبقاً لوسائل إعلام إماراتية فإن بعض مواطني جزيرة أبو موسى من ذوي الجذور الإماراتية تتصف حياتهم تحت الاحتلال الإيراني بأنها بدائية، في ظل خدمات سيئة، ورفْض إيراني لتحسين مستوى التعليم والرعاية الصحية، وصيانة المنازل القديمة. مع مواجهة معاناة شديدة في العلاج، والتعليم، ووسائل الاتصال، وعملية الخروج أو الدخول إلى الجزيرة فيعودون إلى إمارة الشارقة. ووفقاً لروايات السكان فإن الجزيرة التي تقدّر مساحتها بـ25 كيلومتراً مربعاً «مقسمة إلى قسمين، أكبرهما مستوطنة إيرانية، وتتمتع بخدمات متطورة، في حين لا يجد السكان الإماراتيون إلا قليلاً من تلك الخدمات.

#### الرد الإماراتي على أحوال مواطنيها في الجزيرة
صرّح الشيخ عبد الله بن زايد آل نهيان، وزير الخارجية الإماراتي بأن 
.
ودعا إلى التفكير بشكل مختلف من أجل دعم المواطنين في جزيرة أبو موسى، التي تحتلها إيران، مشيراً إلى إن الاحتلال يمنع التواصل بين مئات الأسر المواطنة في الجزيرة وبين وطنهم، ومن ثم فإن المساعدات التي تصل إليهم تكاد تكون معدومة، حيث لا يمكن توصيل مواد البناء والخدمات الأخرى، ولا يمكن إرسال المدرسين أو الأطباء والممرضين لمساعدتهم.

### الجذور العربية لسكان الجزيرة
ترجع الجذور العربية لسكان الجزيرة إلى القرن الثامن عشر عندما تمكن القواسم من بسط سيطرتهم على سواحل الخليج العربي الجنوبية بشطريها الشرقي والغربي. فلم يكن التواجد العربي على هذه السواحل جديداً. فقد اعتاد عرب الساحل العربي على إيجاد إمارات عربية خاصة بهم ممتدة على طول الساحل الشرقي للخليج اعتباراً من: إمارة بني كعب الواقعة في منطقة المحمرة (عربستان) إلى إمارة بوشهر والتي كان يحكمها أتباع الشيخ ناصر آل مذكور الذين يعرفون في التاريخ باسم «النصور»، وكذلك عرب بندر ريق وإمارة المرازيق وإمارة آل علي وإمارة العبادلة وإمارة آل نصوري وإمارة آل حرم وإمارة الحمادي وإمارة بني بشر وإمارة قبيلة الدواسر وإمارة آل كنده وإمارة العباسيين في منطقة بر فارس، ثم تلاها سلسلة من المشيخات لقبائل عربية مختلفة سكنت على طول الساحل إلى مدينة بندر لنجة العاصمة القاسمية هناك والتي تقع مقابل إمارة رأس الخيمة تقريباً.

## الثروات الطبيعية

### مناجم الأكسيد الأحمر
وتقع مناجم للأوكسيد الأحمر في الشمال الشرقي من الجزيرة، ويمتلك شيوخ رأس الخيمة حوالي عشرة فدانات من المناجم في الجهة الشمالية من الجزيرة، وتمتلك شركة صن فالي كولون كومباني أوف ويك البريطانية مناجم الأوكسيد الأحمر وفق الامتياز الذي منحه اياها حاكم الشارقة.
وقد تم استغلال هذه المناجم لأول مرة في عام 1934 م، ثم أغلقت خلال سنوات الحرب العالمية الثانية من عام 1940 وحتى عام 1947، وكانت الشركة تدفع خمسين الف روبية سنوياً لحاكم الشارقة مقابل حقوق التنقيب، وكان إنتاج الأوكسيد الأحمر آنذاك حوالي 2500 طناً في الموسم الجيد، وكانت الشركة تؤمن إنتاجاً يتكدس تحت الطلب ليتم شحنه اللا مدينة بريستول البريطانية، وتعتبر نوعية الأوكسيد الأحمر المنتج من الجزيرة من الصنف النقي بحيث لايحتاج إلى إلى تصفية كثيرة، وقد وصل عدد العمال في مناجم جزيرة أبوموسى إلى خمسمائة عامل.
يشتغل بعض السكان المحليين في هذه المناجم خلال أشهر الشتاء، وفي موسم الصيف يقومون بالصيد والملاحة، ولكن أغلبهم يفضلون العمل في الصيد البحري لما يحققه الصيد من دخل جيد حيث يبيعون ما يصيدونه إلى السفن العابرة للجزيرة، كما يبيعون صيدهم في أسواق الشارقة ودبي، وكانوا في مطلع الستينات يملكون حوالي 25 زورقاً للصيد.

### آبار المياه العذبة
في الجزيرة عدة آبار للمياه العذبة منها « بئر عذبة مياهه على عمق 30 قدماً » تابع لشركة التنقيب عن الأكسيد الأحمر، وكانت الشركة تدفع عوائد استثمارها إلى أمير القواسم (في الشارقة ورأس الخيمة قبل انقسامها إلى إمارتين)، كما أن جميع العوائد من الجزيرة كانت تدفع كذلك إلى أمير القواسم.

### ثروات طبيعية أخرى
من الثروات الطبيعية أيضاً في الجزيرة كبريتات الحديد والكبريت، إضافة إلى اكتشاف البترول في مواقع بحرية تابعة لها ( حقل مبارك )، الذي يضم ثلاثة آبار تقوم شركة BUTES OIL AND GAS CO، باستغلالها بموجب امتياز منحه لها حاكم الشارقة.
وتكثر حول الجزيرة التجمعات السمكية بحيث يقوم الأولاد بعد انتهاء دراستهم بصيد السمك وجلبه للمنازل دون عناء.

## معرض صور

شارع جزيرة أبو موسى في إمارة عجمان بدولة الإمارات العربية المتحدة
جزيرة أبو موسىجزيرة أبو موسى
من ربوع جزيرة أبو موسى
منظر بانورامي لجزيرة أبو موسى
جزيرة أبو موسى
جزيرة أبو موسى
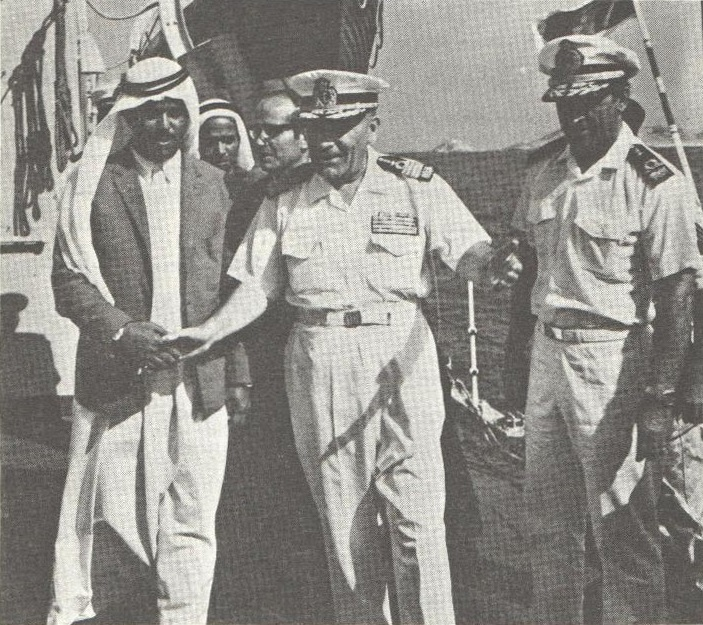
جزيرة أبو موسى
جزيرة أبو موسى
جزيرة أبو موسىجزيرة أبو موسى
جزيرة أبو موسى
جزيرة أبو موسى (جبل الدعالي)، «أي جبل القنافذ»
جزيرة أبو موسى (الشاطئ الغربي)
جزيرة أبو موسى تابعة